# سیارک ۸۸۸۷
سیارک ۸۸۸۷ (به انگلیسی: 8887 Scheeres، نامگذاری:1994LK1) هشت هزار و هشتصد و هشتاد و هفتمین سیارک کشف شده‌است که در ۹ ژوئن ۱۹۹۴ کشف شد.
قدر مطلق سیارک برابر ۱۳٫۱۰ است.